# Henry Darrow
Henry Darrow, ursprungligen Enrique Tomás Delgado Jiménez, Jr., född 15 september 1933 i New York, död 14 mars 2021 i Wilmington, North Carolina, var en amerikansk skådespelare. Han agerade på såväl film, scen som i TV och är känd för sin roll som Manolito Montoya i 1960-talswesternserien High Chaparral. På film spelade Darrow bland annat den korrupte och hämndlystne Trooper Hancock i thrillern Liftaren (1986). Under 1970- och 1980-talen gästspelade Darrow i många TV-serier. Han ersatte även Efrem Zimbalist, Jr. i rollen som Zorros far, Don Alejandro de la Vega, i äventyrsserien Zorro 1990.

## Biografi
Henry Darrow föddes år 1933 i New York som son till Gloria och Enrique Pío Delgado, vilka arbetade i restaurangbranschen. Föräldrarna hade flyttat från Puerto Rico till New York i början av 1930-talet. Vid åtta års ålder agerade Henry Darrow i en skolpjäs, en upplevelse som övertygade honom om att han skulle bli skådespelare.
Darrow är känd för rollen som Manolito i TV-serien High Chaparral (1967–1971), en roll som gjorde honom oerhört populär i Sverige. År 1969 spelade Darrow in en singel, Little Green Apples/El Rancho Grande, och turnerade en sommar i folkparkerna, där det räckte med att han visades upp på scenen för att locka stora skaror. 
Henry Darrow var den förste latinamerikanske skådespelaren som spelade Zorro på TV (José Suárez spelade Zorro i en spansk film från 1953). Han medverkade i serien Zorro och Son 1983 och gjorde också rösten till Zorro i den animerade serien The New Adventures of Zorro 1981. Han kom senare att ersätta Efrem Zimbalist, Jr. i rollen som Zorros far Don Alejandro de la Vega i den populära TV-serien Zorro på 1990-talet.
Darrow gifte sig med sin första hustru Louise DePuy 1956, med vilken han fick två barn. De skilde sig 1979. Från 1982 var han gift med Lauren Levinson. Henry Darrow avled 2021, 87 år gammal. 

## Filmografi i urval
- Krutrök (1966-1967)
- The Wild Wild West (1967)
- Bröderna Cartwright (1967)
- High Chaparral (1967-1971)
- Daniel Boone (1967)
- På farligt uppdrag (1971)
- Hawaii Five-O (1971-1977)
- The Mod Squad (1972)
- Kojak (1974)
- Harry O (1974-1975)
- McMillan & Wife (1975)
- Wonder Woman (1977)
- Familjen Walton (1979)
- Hulken (1981)
- The New Adventures of Zorro (1981) (röst)
- Dynastin (1982)
- Dallas (1983)
- Zorro och Son (1983)
- Airwolf (1984)
- Magnum, P.I. (1985)
- Knight Rider (1986)
- Liftaren (1986)
- Star Trek: The Next Generation (1988, avsnitt: "Conspiracy")
- Pantertanter (1988)
- Santa Barbara (1989-1992)
- Zorro (1990-1993)
- Maverick (1994)
- Star Trek: Voyager (1995-1996)
- Glamour (1998-2001)